# Зайзенбахер, Петер
Пе́тер За́йзенбахер (нем. Peter Seisenbacher, род. 25 марта 1960 года в Вене) — австрийский дзюдоист, олимпийский чемпион 1984 и 1988 годов. С октября 2012 года — главный тренер сборной Азербайджана по дзюдо.

## Биография
На Играх 1984 года в Лос-Анджелесе Зайзенбахер в финале выиграл у американца Роберта Берланда, а на Играх 1988 года в Сеуле, решением судей при равном счете победил Владимира Шестакова.
С 2010 по 2012 тренировал сборную Грузии, которая на европейских первенствах завоевала 2 золотые, 3 серебряные и 4 бронзовые медали, на мировых чемпионатах — 1 бронзовую медаль. На Играх 2012 года в Лондоне Лаша Шавдатуашвили стал олимпийским чемпионом.
В 2012 году возглавил сборную Азербайджана, побыв на этом посту до 2014 года. Под его руководством сборная успешно выступила на чемпионате мира в Бразилии, где Эльхан Мамедов стал первым азербайджанским дзюдоистом, которому удалось выиграть первенство мира, а Орхан Сафаров завоевал «бронзу». В сентябре 2015 года Зайзенбахер вновь стал тренером сборной.
6 октября 2016 года стало известно, что Петеру Зайзенбахеру предъявлено обвинение в совершении преступлений сексуального характера в отношении нескольких несовершеннолетних девочек.
1 августа 2017 года задержан в Киеве. В декабре 2019 года в Австрии Зайзенбахер был приговорен к пяти годам тюрьмы.